# Optibelt
Die Arntz Optibelt Gruppe mit Hauptsitz in Höxter (NRW) hat ihren Schwerpunkt in der Entwicklung, der Produktion und dem Vertrieb von Antriebsriemen, Scheiben, Gummiplatten und Elastomerfolien. Die Unternehmensgruppe ist weltweit mit sieben Produktionsstandorten und 33 Vertriebsniederlassungen vertreten. Sie beschäftigte 2018 insgesamt mehr als 2300 Mitarbeiter.

## Geschäftsbereiche
Das Unternehmen gliedert sich in die vier Geschäftsbereiche Power Transmission, Material Handling, Automotive Technology und Elastomer Solutions.
Power TransmissionKeilriemen, Zahnriemen, Rippenbänder, Kraftbänder, Ernteriemen, Kunststoffrundriemen, Spezialriemen sowie Scheiben für den Einsatz in den unterschiedlichsten Branchen
Material HandlingZahnriemen, Flachriemen, Kunststoffrundriemen sowie Keilriemen für den Einsatz in der Lebensmittel- und Verpackungsindustrie
Automotive TechnologyHochleistungs-Keilriemen, Zahnriemen, Kraftbänder als auch Reparatursätze für PKW und Nutzfahrzeuge sowie Spann- und Umlenkrollen
Elastomer Solutionstechnische Elastomerfolien, Röntgenschutzfolien sowie Fitness- und Kraftbänder.

## Unternehmensgeschichte

### Die Anfänge
1872 gründete Emil Arntz in Höxter die Höxtersche Gummifädenfabrik, eine kleine Produktionsstätte mit nur zehn Mitarbeitern. Das Ziel war, Gummifäden zu produzieren, welche zu dieser Zeit in der Industrie stark nachgefragt waren, aber bislang aus England importiert werden mussten. Das Unternehmen wuchs schnell und das Sortiment wurde zügig um Bremsbeläge, Fußmatten und  Eisbeutel erweitert. Mit Zahnkautschuk für Prothesen gelang der Sprung in den europäischen Markt. Als Emil Arntz im Februar 1909 starb, übernahm sein Sohn Richard die Geschäftsführung. Er modernisierte und erweiterte das Werk umfassend.

### Kriegs- und Krisenjahre
Zum Ausbruch des Ersten Weltkrieges 1914 wurden alle Rohgummivorräte beschlagnahmt. Die Produktion musste eingestellt und das Werk geschlossen werden. Erst 1918 nahm Richard Arntz die Geschäfte mit Unterstützung seines Bruders Oskar wieder auf. Doch die Weltwirtschaftskrise 1929 brachte den Markt zum Erliegen. 1934 starb Richard Arntz, und Paul Kuhlo, ein Enkel des Unternehmensgründers, übernahm die Geschäftsführung.

### Neuanfang, Expansion und Internationalisierung
Die „Höxtersche Gummifädenfabrik“ überstand den Zweiten Weltkrieg ohne Sabotage und Plünderungen. Sie erhielt als eines der ersten Unternehmen die Lizenz zur Wiederaufnahme der Produktion. Da die Nachfrage nach Gummifäden eingebrochen war, begann sie damit, Keilriemen herzustellen. 1948 verließ der erste Keilriemen unter der Bezeichnung Optibelt das Werk. Der Name wurde in der Branche zum Markenzeichen.
1959 übernahm Arnulf Ummen, der Urenkel des Unternehmensgründers, die Leitung. Er erweiterte das Werk, führte neue Technologien ein, eröffnete Verkaufsbüros in zahlreichen deutschen Großstädten und gründete zahlreiche internationale Vertriebsgesellschaften.
1968 nahm mit der Arntz Belting Company Ltd. in Nordirland die erste ausländische Produktionsstätte den Betrieb auf. 1975 wurde die „Höxtersche Gummifädenfabrik“ in „Arntz Optibelt KG“ umbenannt. Seit 1995 expandierte die Arntz Optibelt Gruppe und weitere Produktionsstätten in Irland, China, Rumänien und den Niederlanden entstanden.

## Standorte
Die Gruppe hat Produktionsstandorte in Deutschland (Höxter, Bad Blankenburg, Rinteln), Irland, Frankreich, China und Rumänien. Vertriebsgesellschaften gibt es in Deutschland, Belgien, Frankreich, Großbritannien, Spanien, Italien, der Schweiz, Österreich, den Niederlanden, Schweden, Finnland, Norwegen, Dänemark, Polen, Ungarn, Tschechien, der Slowakei, den USA, Kanada, Brasilien, Kolumbien, Australien, Neuseeland, Singapur, China, Indien, Indonesien, Marokko, Mexico, Philippinen, Thailand und der Türkei.
Zudem wird ein neuer Produktionsstandort in Mexiko errichtet, der bis zum Jahresbeginn 2024 in Betrieb genommen werden soll.